# 梅·法格斯
梅·法格斯（英語：Mae Faggs，1932年4月10日—2000年1月27日），美国女子田径运动员。她曾代表美国参加1948年、1952年和1956年夏季奥林匹克运动会田径比赛，获得一枚金牌和一枚铜牌。